# Lollipop (Candyman)
Lollipop (Candyman) è un singolo del gruppo musicale bubblegum pop Aqua, pubblicato il 10 novembre 1997 dall'etichetta discografica Universal.
Il brano è stato scritto da Søren Rasted, Claus Norreen, René Dif, Lene Nystrøm, Peter Hartmann e Jan Langhoff e prodotto da Rasted, Norreen, Johnny Jam e Delgado ed è stato estratto come singolo dal primo disco del gruppo, Aquarium.
Il singolo, contenente come b-side la canzone Good Morning Sunshine, già presente nell'album e successivamente a sua volta ripubblicata come singolo, ha riscosso un discreto successo commerciale.

## Tracce
CD-Single (MCA MCADS 55410)
1. Lollipop (Candyman) – 3:35
2. Good Morning Sunshine – 4:03

## Classifiche

### Classifiche settimanali
| Classifiche (1997-98) | Posizione massima |
| --------------------- | ----------------- |
| Australia             | 3                 |
| Francia               | 29                |
| Italia                | 24                |
| Nuova Zelanda         | 22                |
| Stati Uniti           | 23                |
| Svezia                | 10                |

### Classifiche di fine anno
| Classifica (1998) | Posizione |
| ----------------- | --------- |
| Australia         | 19        |